# Ahafo Ano South
Ahafo Ano South – dystrykt w regionie Ashanti w Ghanie ze stolicą w Mankranso. leży w północno-zachodniej części regionu Ashanti, 32 km na północny zachód od Kumasi, na drodze Kumasi - Sunyani, graniczy na północy z regionem Brong Ahafo i z dystryktami: na południu Atwima, od zachodu z Ahafo Ano North i od wschodu z Offinso.
Główne miasta: Biemso I, Biemso II, Mpasaso I Hwbaa, Mpassaso II, Nsuta, Potrikrom, Aburaso,  Fawomang.